# Afrana inyangae
Afrana inyangae é uma espécie de anura da família Ranidae.
Pode ser encontrada nos seguintes países: Zimbabwe e possivelmente em Moçambique.
Os seus habitats naturais são: campos rupestres subtropicais ou tropicais e rios.
Está ameaçada por perda de habitat.